# 上八万村
上八万村（かみはちまんそん）は、徳島県名東郡にあった村。1955年に徳島市へ編入した。
現在では上八万町を中心に上八万地区となっており、本項目では上八万地区についても記述する。

## 地理
旧上八万村がある場所は現在は上八万地区となっており、徳島市の西部に位置し、八万地区・国府地区・入田地区・加茂名地区および名西郡神山町・名東郡佐那河内村と接する。
鮎喰川沿いを除き平地は少なく丘陵地帯だが、しらさぎ台をはじめとしたニュータウンがいくつか存在する。

### 山

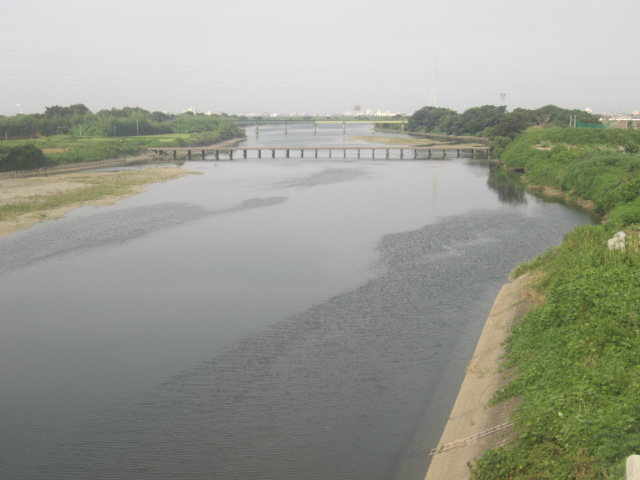
鮎喰川

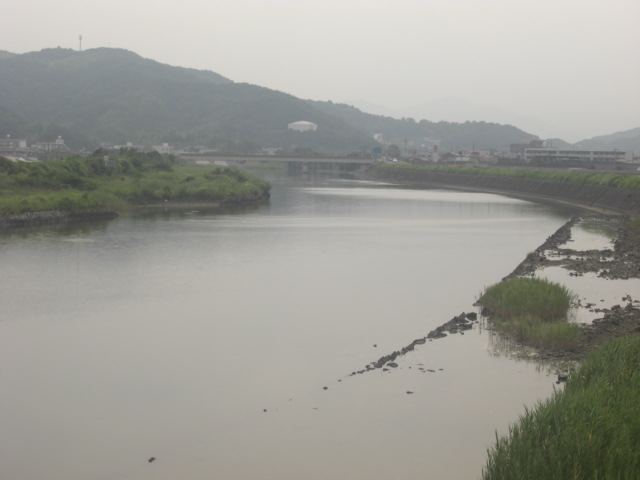
園瀬川

| 山     | 標高   |                                                              |
| ------ | ------ | ------------------------------------------------------------ |
| 負出山 | 346.4m | 徳島市と名東郡佐那河内村の境界に位置する山。別名「追出山」。 |

### 河川
| 河川       | 備考                                                                                   |
| ---------- | -------------------------------------------------------------------------------------- |
| 鮎喰川     | 雲早山の北斜面を源流域とする吉野川の主要河川。幹川流路延長は43km、流域面積は198.7km2。 |
| 園瀬川     | 吉野川の主要河川。名東郡佐那河内村にある大川原高原の旭ヶ丸が水源。                     |
| 星河内谷川 |                                                                                        |

### 地域
現在、上八万地区（旧上八万村）に属している地域。
- 上八万町
- 下町
- 一宮町

### 隣接している自治体（合併時）
- 徳島市（上八万村の合併直前まで名西郡入田村だった地域を含む）・名東郡国府町・佐那河内村・名西郡鬼籠野村

## 歴史
- 1889年10月1日 - 市町村制施行に伴い、上八万村・一宮村・下町村が合併して名東郡上八万村が成立。
- 1955年2月11日 - 上八万村が徳島市に編入。

## 施設

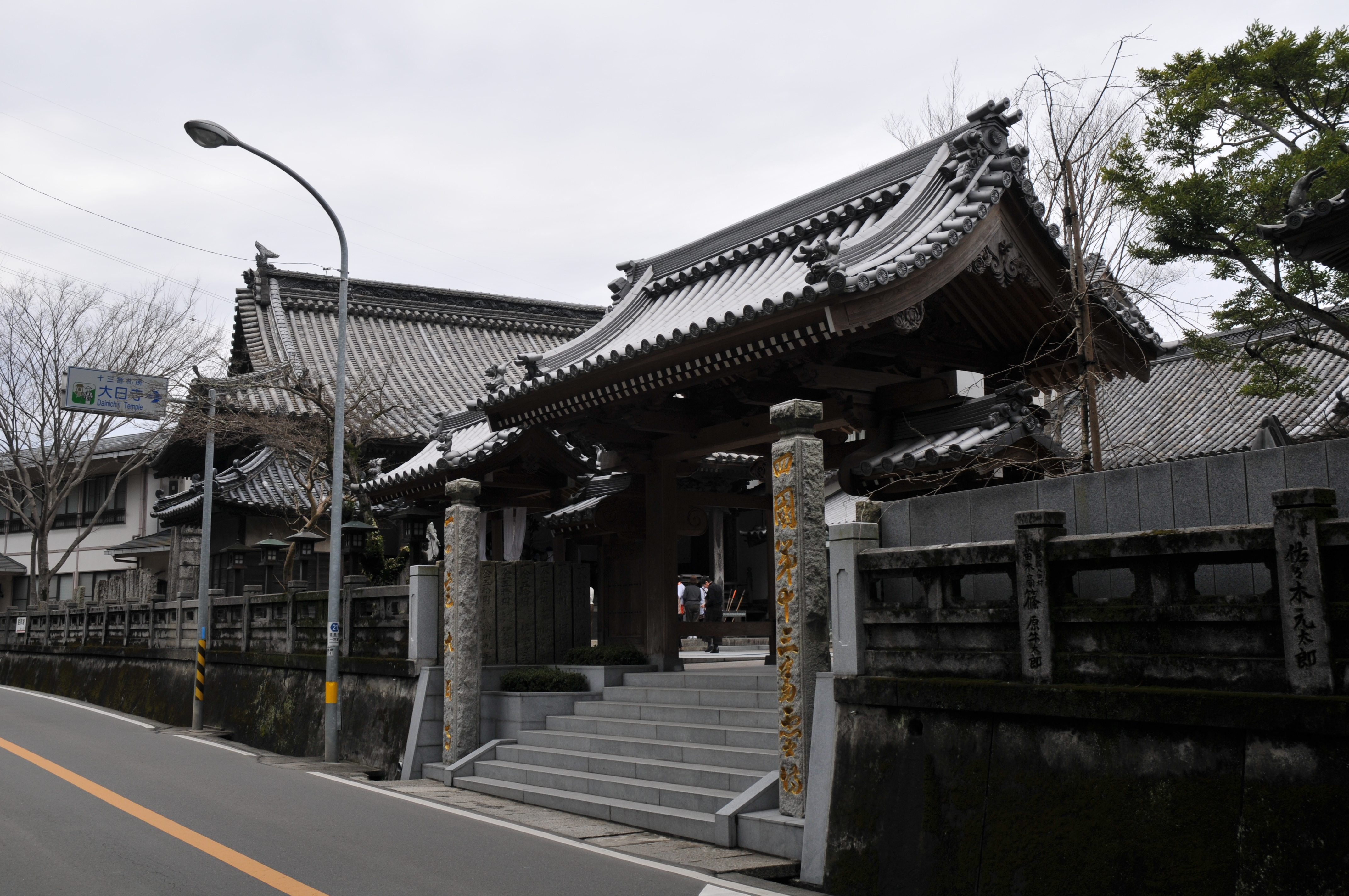
大日寺

一宮神社

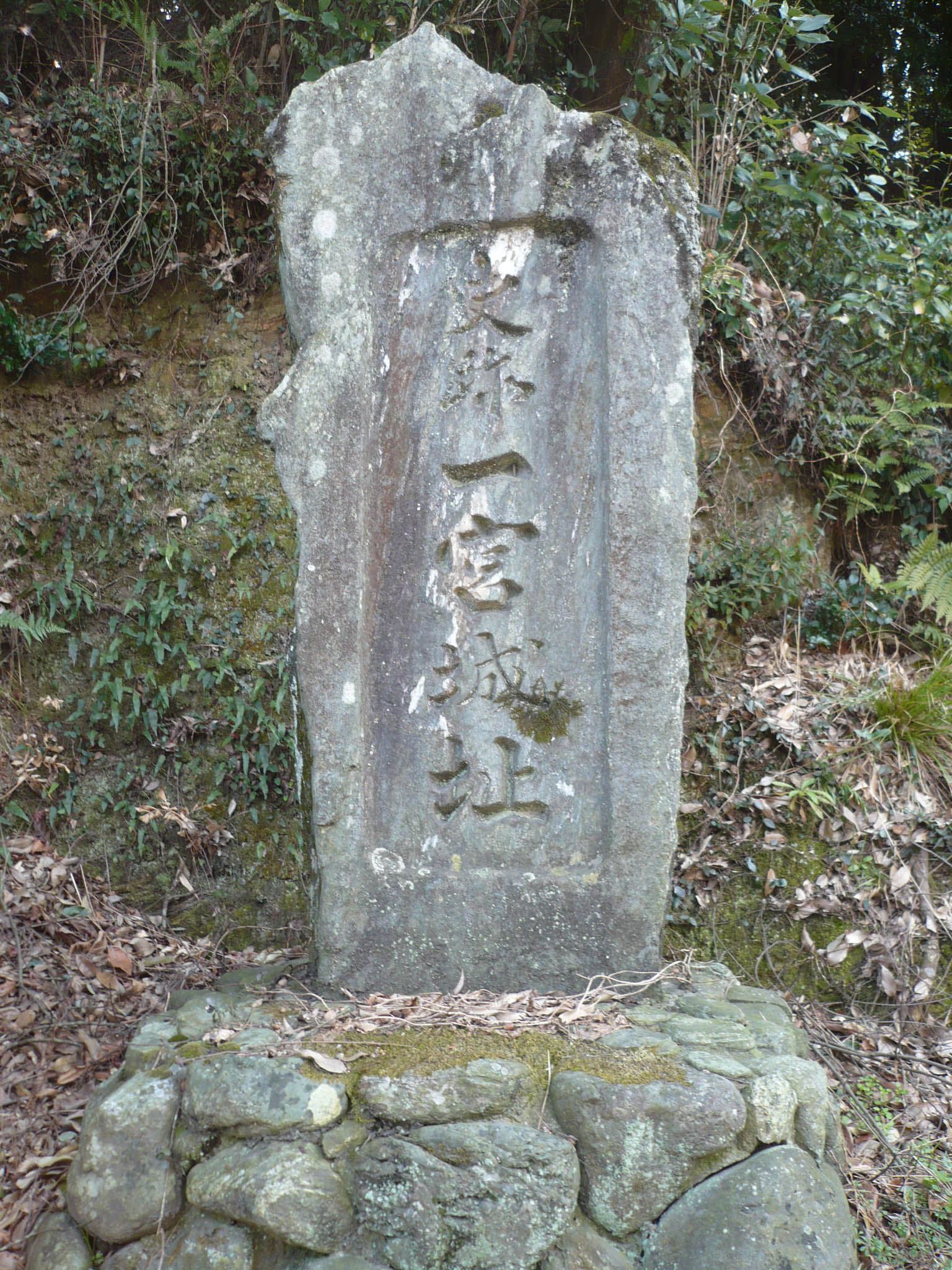
一宮城

### 教育機関
- 徳島市立上八万中学校
- 徳島市立上八万小学校
- 徳島市立一宮小学校
- 徳島市立上八万幼稚園
- 徳島市立一宮幼稚園

### 公園
- しらさぎ台自然公園

### 社寺・史跡
- 一宮神社
- 宅宮神社 - 徳島県指定無形民俗文化財に指定。
- 船盡比咩神社
- 大日寺 - 四国八十八箇所霊場の第十三番札所。
- 四門寺
- 一宮城 - 徳島県指定史跡。東山渓県立自然公園に指定。
- あづり越

## 交通
JR徳島駅より徳島市営バスしらさぎ台行・一宮行・天の原西（一宮経由）行または徳島バス神山線（名東経由）を利用。

### 道路
一般国道
- 国道438号（国道439号と重複）

都道府県道
- 徳島県道21号神山鮎喰線
- 徳島県道207号鬼籠野国府線
- 徳島県道208号一宮下中筋線